# قلعه کیتاجو

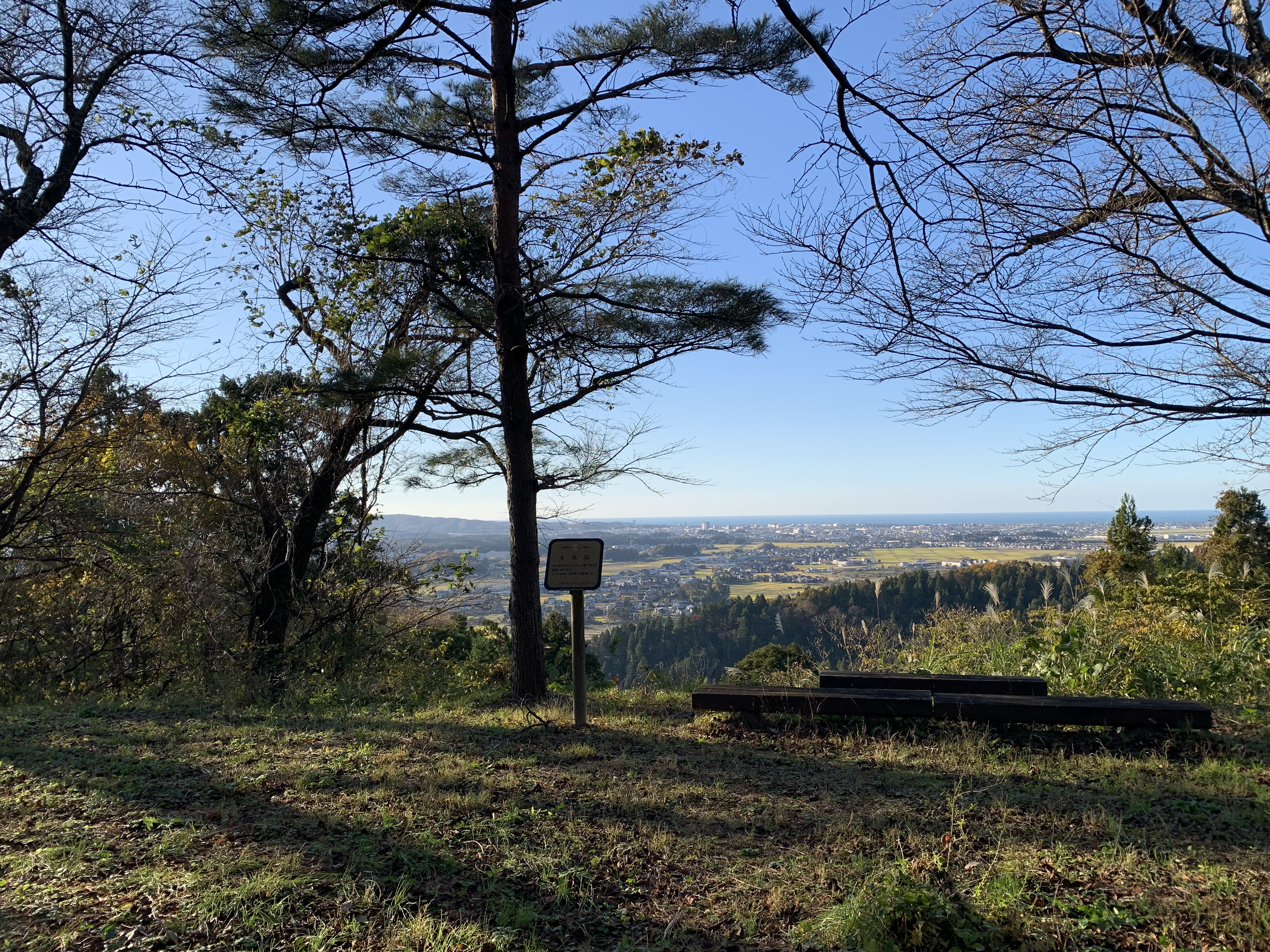
سایت قلعه کیتاجو

قلعه کیتاجو (به ژاپنی: 北条城 きたじょうじょう); یک قلعه ژاپنی است که در شهر کاشیوازاکی، نیگاتا، استان نیگاتا واقع شده است.